# Sonic Rush Adventure
Sonic Rush Adventure (ソニック ラッシュ アドベンチャー, Sonikku Rasshu Adobenchā) is een computerspel uit de Sonic the Hedgehog-franchise. Het spel is uitgebracht voor de Nintendo DS door Sega.
Sonic Rush Adventure is een direct vervolg op Sonic Rush.

## Verhaal
Sonic the Hedgehog en Tails zoeken in Tails’ vliegtuig naar een mysterieus energiesignaal. Door een storm raken ze uit koers en storten neer op een eiland.
Een wasbeer genaamd Marine vindt de twee. Ze vertelt hen dat ze bezig is een schip te bouwen daar het haar wens is over de oceanen te varen. Tails besluit haar te helpen daar dit mogelijk hun enige kans is het eiland te verlaten.
Met het schip verkennen Sonic, Tails en Marine de eilanden in de omgeving. Ze komen oog in oog te staan met een groep piraten onder leiding van Captain Whisker. Niet veel later ontmoet Sonic tot zijn verbazing Blaze the Cat. Het blijkt dat de storm Sonic en Tails naar haar dimensie heeft gebracht. Blaze zit achter dezelfde schat aan als Whiskers en zijn bende. Ze besluit met Sonic, Tails en Marine mee te gaan.
Samen bevechten de vier de piraten, en keren terug naar Marine’s eiland. Daar blijken Dr. Eggman en Eggman Nega achter alles te zitten. De twee willen de planeet opblazen. Sonic en Blaze gebruiken de chaosdiamanten en Sol Emeralds om te veranderen in hun supervormen, en verslaan de twee gestoorde geleerden.

## Gameplay
De speler begint het spel met Sonic. Elk avontuur begint in Windmill Village op Southern Island. Na een route te hebben gekozen kan de speler de zeven eilanden bezoeken met een van de vier schepen. Op deze eilanden is het doel altijd het eind van het level halen. Elk level bestaat uit drie acts, waarvan 1 eindbaasgevecht.
Nadat het personage Blaze is ontsloten kan de speler kiezen met welk personage hij wil spelen.
Een van de hoofddoelen in het spel is het verzamelen van materialen zodat Tails nieuwe schepen en apparatuur kan bouwen. Tails bevindt zich bij Marine’s huis. Tails kan in totaal vier schepen bouwen: de Wave Cyclone (waterscooter), Ocean Tornado (zeilschip), Aqua Blast (hovercraft) en de Deep Typhoon (onderzeeboot). Elk van deze schepen heeft een andere besturing.
Naast de zeven hoofdeilanden zijn er ook 16 verborgen eilanden. Deze eilanden bestaan slechts uit 1 level en hebben geen eindbaas.
- Eiland nummer 16 is bijna een exacte kopie van Leaf Storm Act 1 uit Sonic Rush.

## Muziek
De muziek in het spel behoudt de funk- en hiphop-invloeden die ook al aanwezig waren in Sonic Rush. Sega-componist Teruhiko Nakagawa is de componist van Sonic Rush Adventure.

## Ontvangst
Reacties op Sonic Rush Adventure waren positief. Verbeteringen ten opzichte van het vorige spel waren minder bodemloze putten, en het feit dat er geen bijpersonages meer werden gebruikt om bij eindbaasgevechten de randen van het level op te vullen.